# Dora Mazzone
Dora Mazzone (sinh ra là Dora Paula Mazzone León vào ngày 2 tháng 6 năm 1961) là một nữ diễn viên người Venezuela.

## Tiểu sử
Dora bắt đầu sự nghiệp của mình trong nhà hát bằng cách thực hiện các bài đọc trên sân khấu. Năm 1984, cô vào Trường Nghệ thuật tại Đại học Trung tâm Venezuela. Trong quá trình học, cô đã tham gia nhiều vở kịch sân khấu bằng tiếng Anh, tiếng Pháp, tiếng Ý và tiếng Tây Ban Nha.
Bước đột phá diễn xuất đầu tiên của cô là vào năm 1990 khi cô được chọn để tham gia bộ phim của Román Chalbaud có tựa đề Cuchillos de fuego.
Dora có một cô con gái tên Graziella Simancas Mazzone từ cuộc hôn nhân của cô với nam diễn viên Jean Carlo Simancas.

## Đóng phim
- Corazón Esmeralda (2014) với tên là Hortensia Palacios
- Mi ex me tiene ganas (2012) với tên Petra Paris
- Natalia del Mar (2011) với vai Pasionaría López
- Nadie me dirá como quererte (2008) với tên Antonia de Aristigueta
- Y los Decaro marido y tees (2006) với tên Rosa Segarra de Mujica
- Amor a Palos (2005) là
- Ser Bonita No Basta (2005) là
- Punto y raya (2004) với vai Ana María
- Estrambotica Anastasia (2004) với tên Agripina Samaniego de Borosfky
- La Cuaima (2003) với tên Modesta Meléndez
- Mi Gorda Bella (2002) trong vai Angelica
- La tees de Judas (2002) với vai Chichita Agüero del Toro
- La niña de mis ojos (2001) với tên Paula
- A Calzón Quitao (2001) là Paula
- Viva la Pepa (2001) với vai Yiya de Bencecry
- Mariú (2000) trong vai Morizaida Morales
- Luisa Fernanda (1999) trong vai Alicia Suárez
- Niña Mimada (1998) với tên Rosalía
- Maria de los Angeles (1997) là
- Aire Libre (1996) trong vai Ana Villahermosa
- Sucre (1996) trong vai Manuelita Sáenz
- Volver a Vivir (1996) với tên Mónica Guffanti
- Amores de Fin de Siglo (1995) với tên La tees policía girana
- Entrega total (1995) là Trujillo
- Despedida de soltera (1995)
- Señora Bolero (1993)
- De Oro Puro (1993) với vai Virginia
- Dulce Ilusión (1993) trong vai Egleé Bustillo
- Por Estas Calles (1992) với tên là Bá tước Matos
- Caribe (1990) là Aminta
- Disparen a matar (1990) là Gabriela
- Cuchillos de fuego (1990)